# Chenārī
Chenārī (persiska: چِناری, چناری) är en ort i Iran.   Den ligger i provinsen Hamadan, i den nordvästra delen av landet, 300 km sydväst om huvudstaden Teheran. Chenārī ligger 1 508 meter över havet och antalet invånare är 574.
Terrängen runt Chenārī är varierad.Runt Chenārī är det ganska tätbefolkat, med 124 invånare per kvadratkilometer. Närmaste större samhälle är Nahāvand, 18,7 km öster om Chenārī. Trakten runt Chenārī består till största delen av jordbruksmark.